# Kinematografia francuska

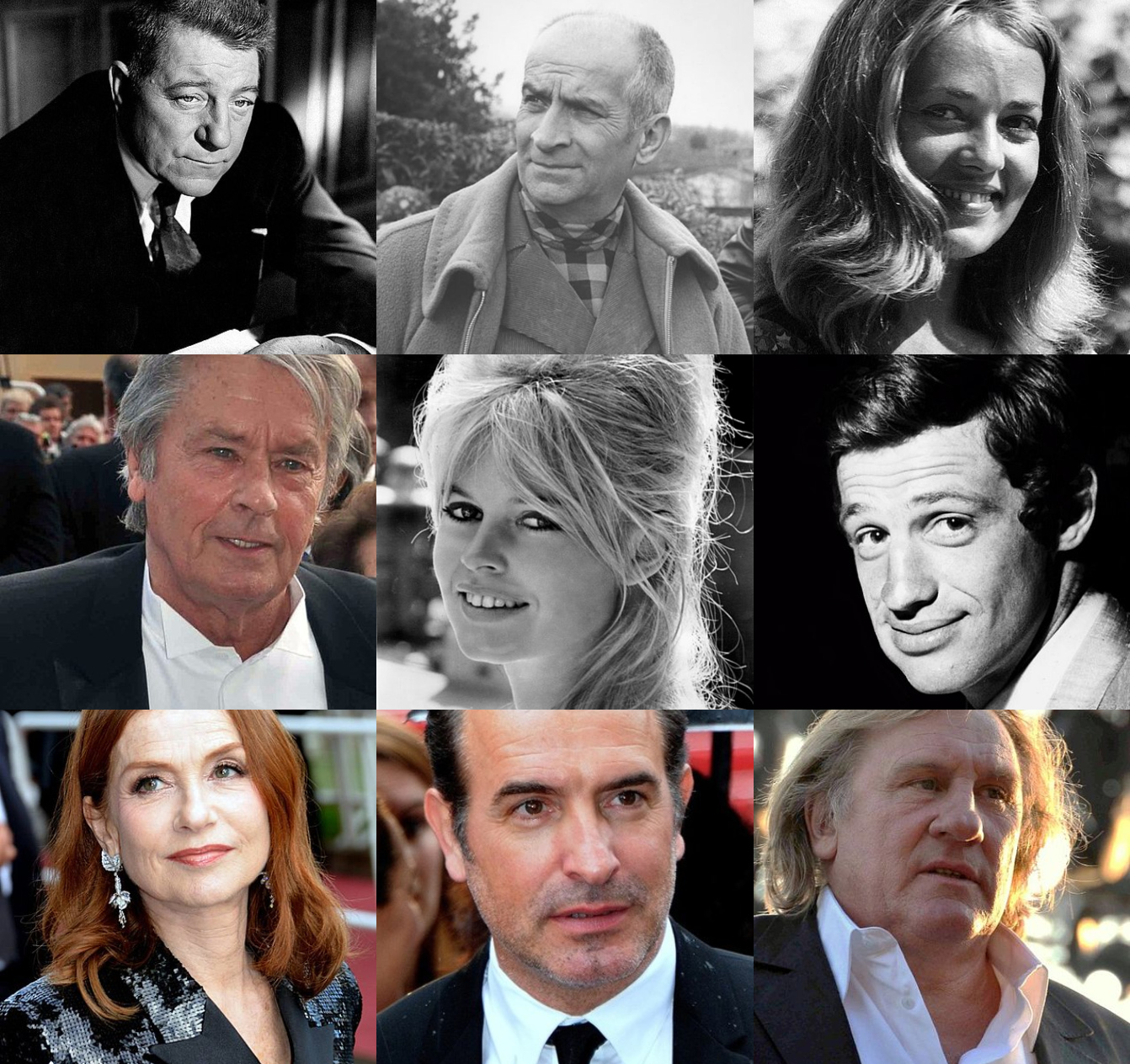
Jean Gabin, Louis de Funès, Jeanne Moreau, Alain Delon, Brigitte Bardot, Jean-Paul Belmondo, Isabelle Huppert, Jean Dujardin, Gérard Depardieu.

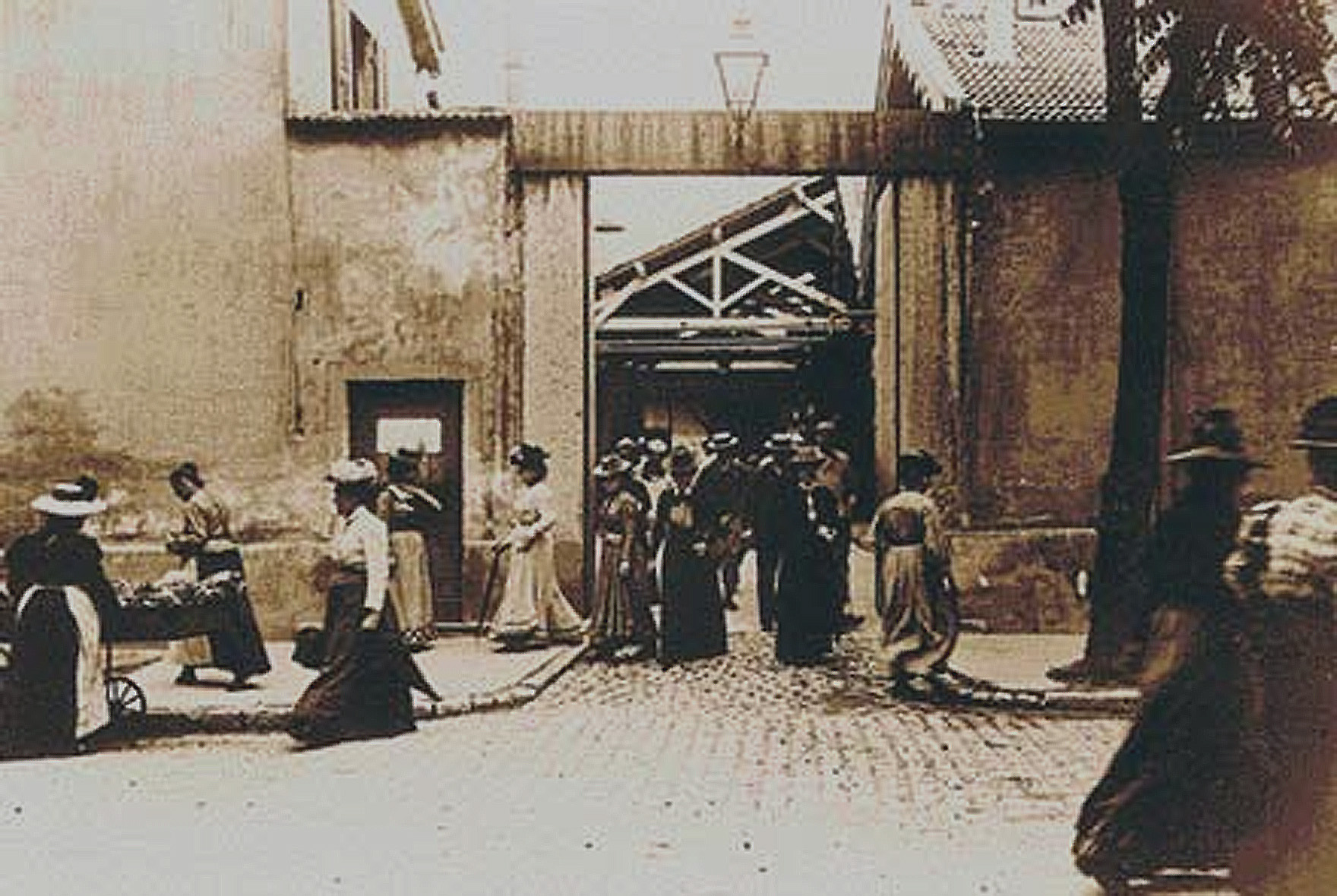
Scena z filmu Wyjście robotników z fabryki (1895) Louisa Lumière’a

Kinematografia francuska – najstarsza kinematografia na świecie, która dała początek sztuce filmowej dzięki wynalezieniu kinematografu przez braci Lumière. Paryska projekcja ich dokumentalnego filmu Wyjście robotników z fabryki z 28 grudnia 1895 uważana jest przez większość historyków za datę narodzin kina.
Kino francuskie na przestrzeni dziesięcioleci swojego bujnego rozwoju dało światu również wiele inspirujących nurtów filmowych, jak impresjonizm, awangarda, surrealizm, realizm poetycki czy, przede wszystkim, nowa fala.
Największymi mistrzami w historii francuskiego kina byli Jean Renoir, Marcel Carné, François Truffaut i Jean-Luc Godard. Inni ważni twórcy to także René Clair, Jean Cocteau, René Clément, Robert Bresson, Henri-Georges Clouzot, Jean-Pierre Melville, Jacques Demy, Agnès Varda, Éric Rohmer, Claude Chabrol, Claude Lelouch, Bertrand Tavernier, Claude Sautet, Maurice Pialat, Bertrand Blier, Jean-Paul Rappeneau, André Téchiné, Jean-Pierre Jeunet, Agnès Jaoui czy François Ozon.
Na renomę i prestiż kinematografii francuskiej wpłynęło wielu wybitnych twórców z zewnątrz, pracujących przez lata na jej rzecz, m.in. Polaków Romana Polańskiego, Krzysztofa Kieślowskiego i Andrzeja Żuławskiego, Duńczyka Carla Theodora Dreyera, Hiszpana Luisa Buñuela, Greka Costy-Gavrasa, Austriaka Michaela Hanekego, Ormianina Otara Iosselianiego, Holendra Paula Verhoevena, Argentyńczyka Gaspara Noé czy twórcy pochodzenia romskiego Tony’ego Gatlifa.
Z kolei liczni rodowici reżyserzy francuscy mogli się pochwalić międzynarodową karierą, wykraczającą daleko poza granice Francji, m.in. Jean Renoir, Jacques Tourneur, Jean-Jacques Annaud, Luc Besson, Francis Veber czy Olivier Dahan.

## Historia

### Korzenie i początki

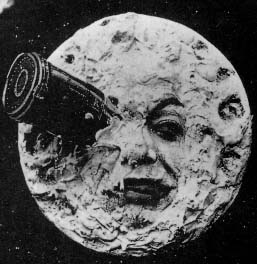
Scena z Podróży na księżyc (1902) Georges’a Mélièsa

Kinematografia francuska ma swoje korzenie jeszcze w dziewiętnastowiecznych próbach tworzenia żywych obrazów. W latach 30. XIX wieku Joseph Plateau wynalazł fenakistiskop, natomiast w 1874 roku Pierre Janssen wynalazł rewolwer fotograficzny, przekształcony w 1882 roku przez Étienne’a Jules’a Mareya w strzelbę fotograficzną, umożliwiającą zarejestrowanie w ciągu jednej sekundy kilkunastu zdjęć. Dopiero jednak uruchomienie produkcji filmowej przez braci Lumière (pierwsza projekcja filmowa w marcu 1895, pierwszy publiczny pokaz filmowy – 28 grudnia 1895) pozwoliło na rozwój kinematografii nie tylko francuskiej, lecz także i światowej.
Konkurencję wobec braci Lumiére, znanych głównie z dokumentalnych reportaży filmowych, stanowiła twórczość iluzjonisty Georges Méliès. Méliès zasłynął widowiskami używającymi wyrafinowanych trików filmowych (Podróż na Księżyc, 1902), ale też filmami społecznie zaangażowanymi (Sprawa Dreyfusa, 1899), stając się pionierem wielu gatunków filmowych. Pozycja zarówno Lumiére′ów, jak i Mélièsa zaczęła wraz z początkiem wieku słabnąć na rzecz dwóch wielkich wytwórni: Pathé i Gaumont, które odkryły takich reżyserów jak Ferdinand Zecca (Historia pewnej zbrodni, 1901), Alice Guy-Blaché (Życie i męka Jezusa Chrystusa, 1906) i Louis Feuillade (cykl Fantomas, 1914). Wyprodukowany przez wytwórnię Film d’Art w 1908 film Zabójstwo księcia Gwizjusza przyczynił się do uznania po raz pierwszy kina za dziedzinę sztuki, choć posługiwał się anachroniczną konwencją perspektywy osoby siedzącej na widowni, bliższą teatrowi bądź operze.

### Impresjonizm i awangarda

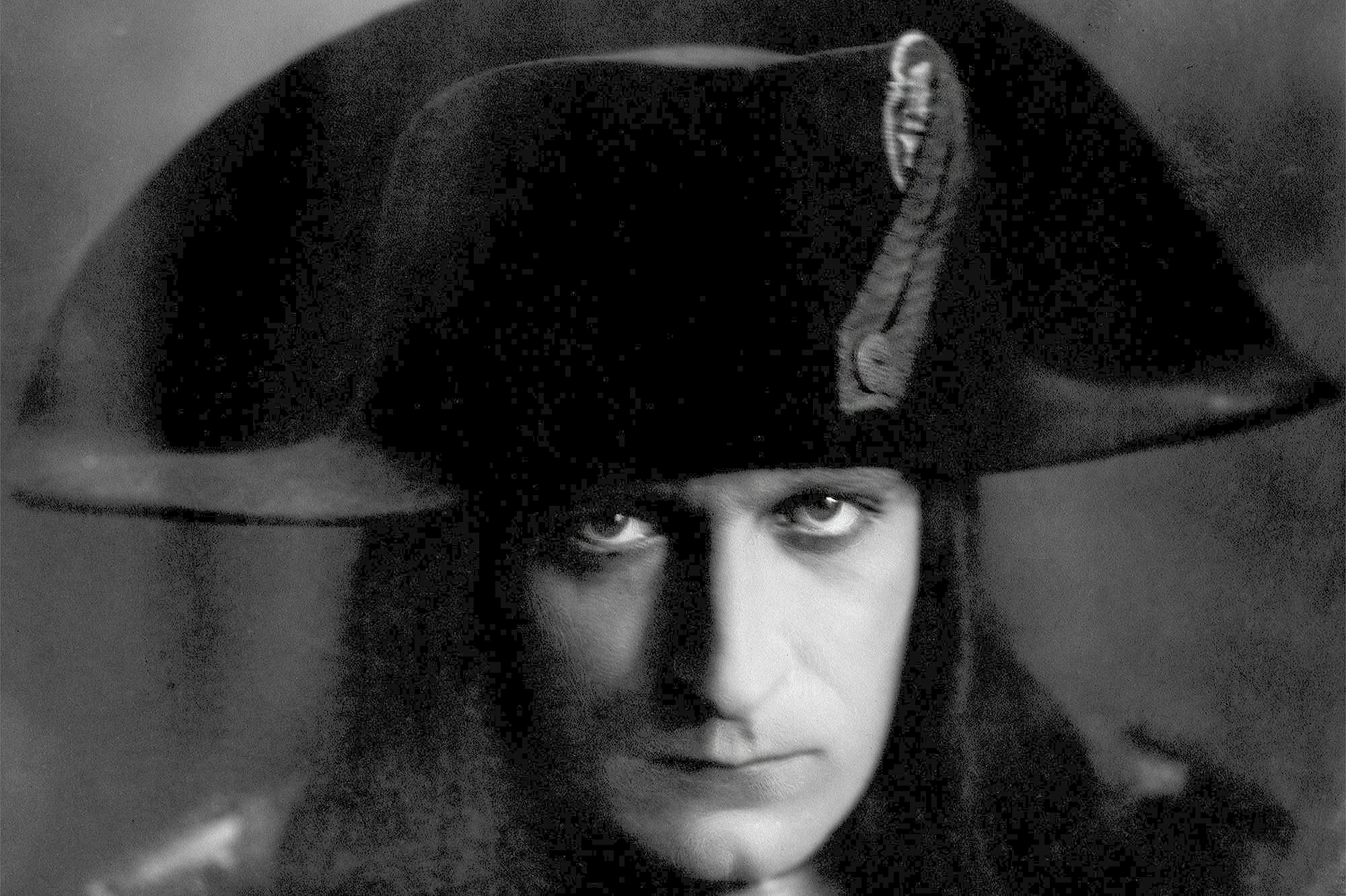
Albert Dieudonné w Napoleonie (1927) Abla Gance’a

Po I wojnie światowej można wyróżnić w kinematografii francuskiej dwa istotne nurty. Pierwszy, znany pod nazwą impresjonizmu filmowego, akcentował chwytanie na taśmie filmowej ulotnej chwili poprzez spowolnienie akcji, stosowanie zbliżeń, podkreślenie roli światła i zmiękczeń. Twórcy impresjonizmu, Louis Delluc (Gorączka, 1921; także teoretyk kina, autor pojęcia fotogenii), Marcel L’Herbier (Eldorado, 1921), Germaine Dulac (Uśmiechnięta pani Beudet, 1924), Jean Epstein (Upadek domu Usherów, 1928) i Abel Gance (Napoleon, 1927), przyczynili się do rozwoju języka sztuki filmowej. Równocześnie gwałtowny rozwój przeżywało zjawisko kinofilii. Z inicjatywy Ricciotta Canuda (autora teorii filmu synkretycznego, tzn. łączącego w sobie elementy architektury, muzyki, tańca, rzeźby, malarstwa i poezji) powstała w 1920 „Gazeta Siedmiu Sztuk”, a później – pierwszy w świecie klub filmowy: Klub Miłośników Siódmej Sztuki.
Bardziej wpływowa okazała się jednak awangarda filmowa, korzystająca z osiągnięć dadaizmu oraz surrealizmu. Do dzieł przedstawicielskich tego pierwszego nurtu zalicza się Antrakt (1924) René Claira, żart filmowy pełen ekscentrycznych scenek, w którym pojawia się podwójna ekspozycja i dynamiczny montaż. Surrealizm, motywowany poetyką snu i pełen symboliki, reprezentowali Germaine Dulac (Muszelka i pastor, 1926 – pierwszy film surrealistyczny), Man Ray (Rozgwiazda, 1928), a przede wszystkim – Luis Buñuel. Szczególny skandal wywołały dwa obrazoburcze filmy tego ostatniego: Pies andaluzyjski (1928) i Złoty wiek (1930). Za arcydzieło okresu niemego, wymykające się jakimkolwiek klasyfikacjom, uznawane jest Męczeństwo Joanny d’Arc (1928), nakręcone przez duńskiego twórcę Carla Theodora Dreyera i poświęcone tytułowej Dziewicy Orleańskiej.

### Lata 30. i realizm poetycki

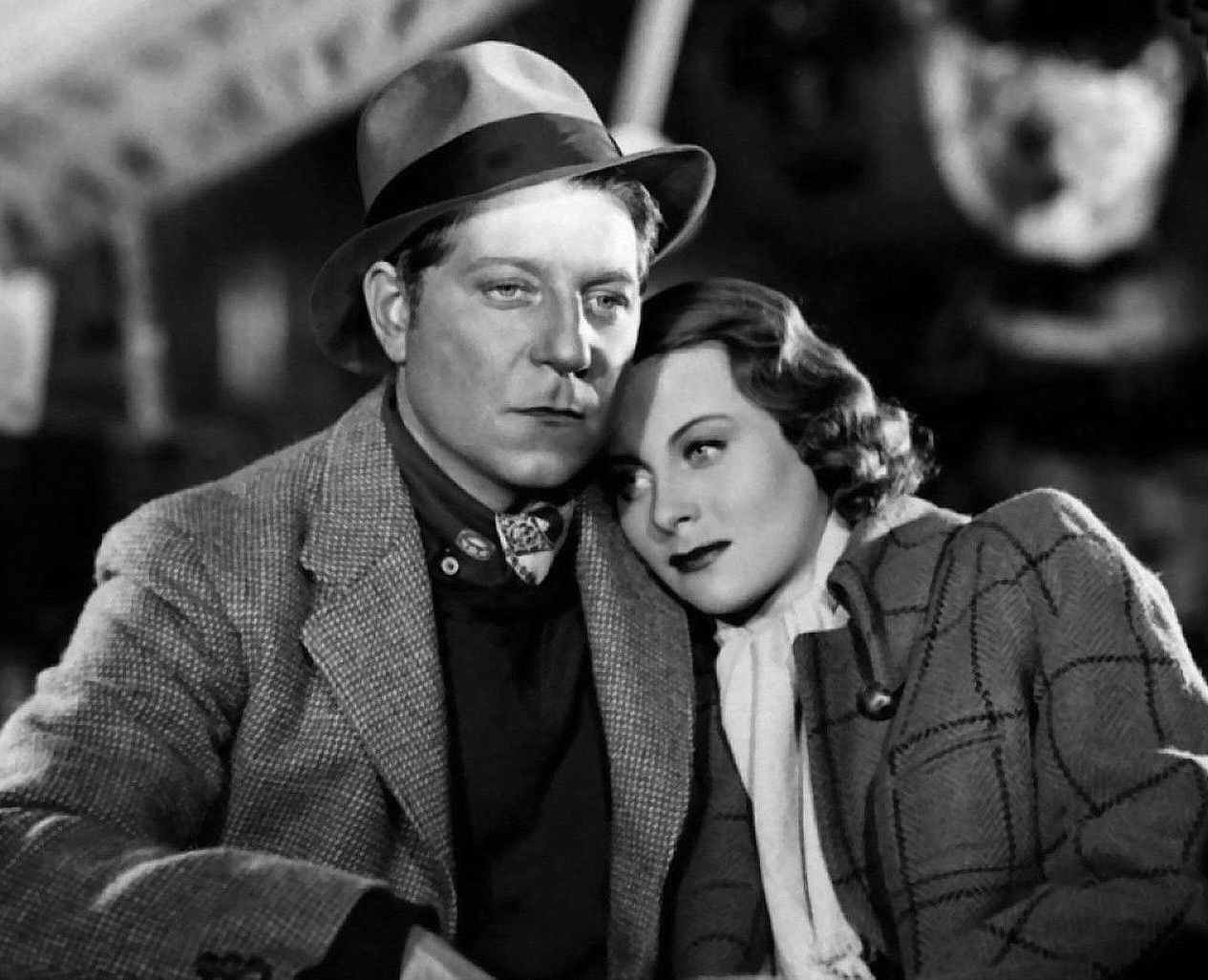
Jean Gabin i Michèle Morgan w Ludziach za mgłą (1938) Marcela Carné

Przełom dźwiękowy wprowadził francuskie kino w stan krótkotrwałego kryzysu. W sposób twórczy możliwości dźwięku wykorzystał jako pierwszy René Clair w swoich komediach muzycznych (Pod dachami Paryża, 1930; Milion, 1931). Jacques Feyder nakręcił wystawną komedię historyczną o kobietach goszczących Hiszpanów podczas XVII-wiecznej okupacji Flandrii Zwyciężyły kobiety (1935).

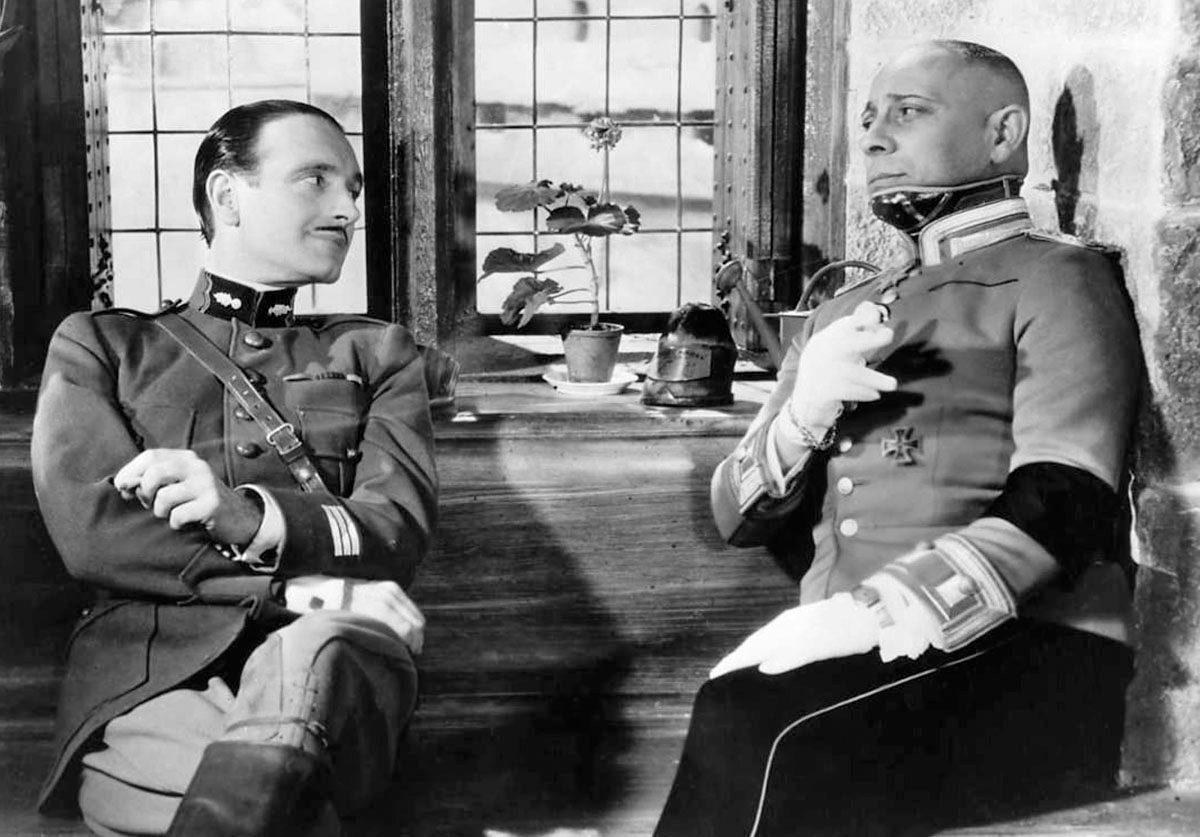
Pierre Fresnay i Erich von Stroheim w Towarzyszach broni (1937) Jeana Renoira

Lata 30. XX w. to jednak przede wszystkim okres, w którym w kinie francuskim dominował nurt czarnego realizmu poetyckiego. Tematyka tych filmów miała zabarwienie egzystencjalne, a ich treścią była gorycz życia, nostalgia, płonne nadzieje i niespełnienie. Postaci w dziełach tego nurtu wywodziły się najczęściej z marginesu społecznego – były to społeczne wyrzutki, bezrobotni lub kryminaliści. Bohaterowie mieli szansę na lepsze życie i prawdziwe uczucie, ale na końcu spotykało ich przeważnie rozczarowanie lub śmierć. Do najwybitniejszych przedstawicieli nurtu należeli Marcel Carné (Ludzie za mgłą, 1938; Brzask, 1939), Julien Duvivier (Wielka wygrana, 1936; Pépé le Moko, 1937; Jej pierwszy bal, 1938) oraz Jean Renoir, którego dzieła Towarzysze broni (1937) i Reguły gry (1939) rozsławiły francuską kinematografię. Na pograniczu gatunku umiejscawia się twórczość enfant terrible francuskiego kina, Jeana Vigo (Pała ze sprawowania, 1933; Atalanta, 1934), oraz surrealistę Jeana Cocteau. Sławę zdobył on filmem Krew poety (1930), który zapowiadał trylogię orficką stanowioną również przez filmy Orfeusz (1950) i Testament Orfeusza (1960).

### Kinematografia tużpowojenna (lata 40. i 50.)

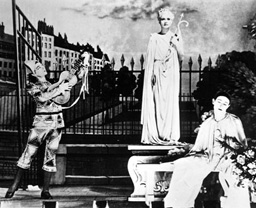
Pierre Brasseur, Arletty i Jean-Louis Barrault w Komediantach (1945) Marcela Carné

II wojna światowa, pomimo niemieckiej okupacji, nie powstrzymała ciągłości produkcji filmowej. Na czoło kinematografii francuskiej wysunął się Marcel Carné, który używał ezopowego języka, by dodawać pogrążonym w marazmie rodakom otuchy (Wieczorni goście, 1942; Komedianci, 1945). Swoje pierwsze filmy nakręcili podczas okupacji Jacques Becker (Skarb rodziny Goupi, 1943), Claude Autant-Lara (Douce, 1943) oraz Robert Bresson (Damy z Lasku Bulońskiego, 1945). Największe emocje wywołał jednak Kruk (1943) Henri-Georges’a Clouzota, piętnujący hipokryzję prowincjonalnej francuskiej burżuazji.
Tuż po wojnie tematykę okupacji podjął jedynie René Clément, ukazując zarówno działania francuskiego ruchu oporu (Bitwa o szyny, 1946), jak i powojenną emigrację byłych hitlerowców (Potępieni, 1947) oraz wpływ wojny na młodocianych cywili (Zakazane zabawy, 1952). Jednakże dominował nurt tzw. tradycji jakości, z pogranicza artyzmu i rozrywki, o treści eskapistycznej. Reprezentowali go Autant-Lara (Diabeł wcielony, 1947), Becker (pastiszowe Złoty kask, 1952; Nie tykać łupu, 1954) tudzież Christian-Jaque (Fanfan Tulipan, 1952). Bardziej zaangażowana była tematyka dramatów sądowych André Cayatte’a (Sprawiedliwości stało się zadość, 1950), bujnie rozwijał się też kryminał (Cena strachu, 1953, Clouzota; Rififi, 1956, Jules’a Dassina). Najwybitniejszy sukces artystyczny odniosły jednak ascetyczne w treści filmy Bressona (Dziennik wiejskiego proboszcza, 1951; Ucieczka skazańca, 1956; Kieszonkowiec, 1959) oraz humanistyczne komedie Jacques’a Tatiego (Wakacje pana Hulot, 1952; Mój wujaszek, 1958; Playtime, 1967).

### Nowa Fala i kino komercyjne (lata 50. i 60.)

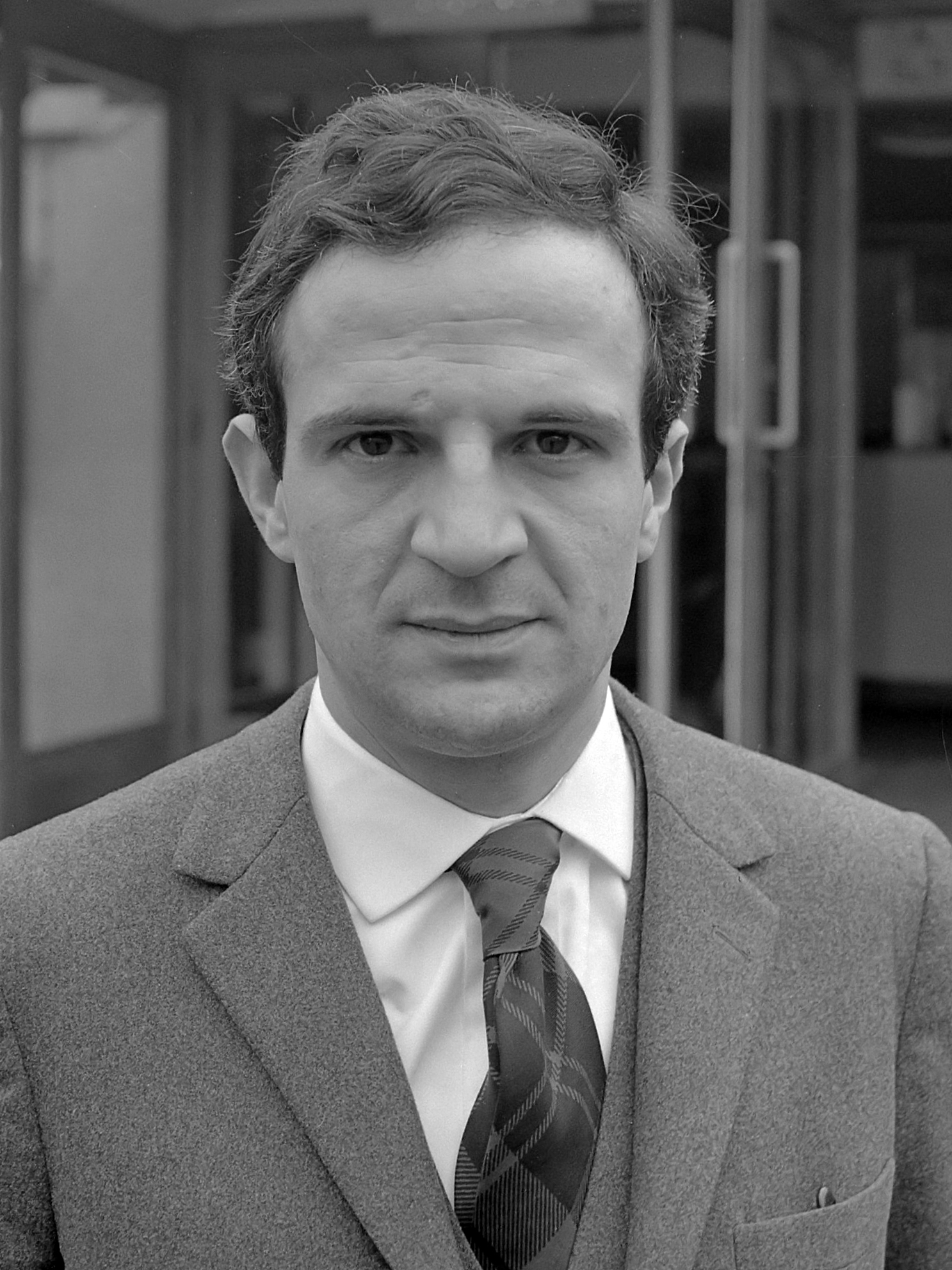
Reżyser François Truffaut (1965)

W latach 50. XX wieku zaczęła się kształtować dojrzała krytyka filmowa, reprezentowana przez lewicowy „Positif” oraz prawicowe czasopismo „Cahiers du cinéma”. Wewnątrz tego drugiego czasopisma wyłoniła się grupa krytyków filmowych, która zaprotestowała przeciwko hegemonii „tradycji jakości” oraz utrudnianiu młodym reżyserom debiutów filmowych. Począwszy od napastliwego artykułu O pewnej tendencji kina francuskiego (1953) François Truffauta, pokolenie tzw. janczarów wywierało nacisk na reformę rodzimej kinematografii oraz na zastąpienie dotychczasowej dominacji scenarzystów (szczególnie duetu Jean Aurenche – Pierre Bost) kultem reżyserów-autorów, używających środków wyrazu właściwych dla kina. Zwiastunem zmian były dwa śmiałe obyczajowo filmy Louis Malle’a (Windą na szafot, 1958; Kochankowie, 1958), lecz katalizatorem nurtu zwanego Nową Falą okazały się zrealizowane poza wielkimi wytwórniami dzieła Claude’a Chabrola: Piękny Serge (1958) i Kuzyni (1959). Triumf Nowej Fali przypadł na sezon 1959/1960, wraz z pojawieniem się: autobiograficznego filmu Czterysta batów (1959) Truffauta; brawurowego modernistycznego eseju filmowego Hiroszima, moja miłość (1959); ostentacyjnie łamiącego zasady montażu Do utraty tchu (1960) Jean-Luca Godarda. Nurt współtworzyli również Éric Rohmer (Pod znakiem Lwa, 1959), Jacques Rivette (Paryż należy do nas, 1960), Chris Marker (Filar, 1962) oraz również filmowe małżeństwo Jacques Demy (Parasolki z Cherbourga, 1964) i Agnès Varda (Cleo od 5 do 7, 1961).
Nowa Fala wszelako szybko wygasła po początkowej euforii krytyków; mimo sukcesów komercyjnych i artystycznych takich dzieł jak Jules i Jim (1962) Truffauta oraz Pogarda (1963) Godarda, nurt nie zdołał utrzymać się na krótką metę, choć wywarł znaczący wpływ na następne pokolenie krytyków i reżyserów awangardowych. Nadal ważną pozycję zajmowało kino komercyjne, którego przejawem był między innymi wielki sukces komedii Wielka włóczęga (1966) Gérarda Oury’ego z udziałem czołowych francuskich komików Louisa de Funèsa oraz Bourvila. Osobnym fenomenem była twórczość kryminalna Jean-Pierre’a Melville’a, który osiągnął mistrzostwo gatunku w filmach takich jak Samuraj (1967) i W kręgu zła (1970) oraz nakręcił zakazany przez cenzurę film podważający mit powszechnego ruchu oporu, Armię cieni (1969).

### Kontestacja i po kontestacji (schyłek lat 60. – lata 80.)

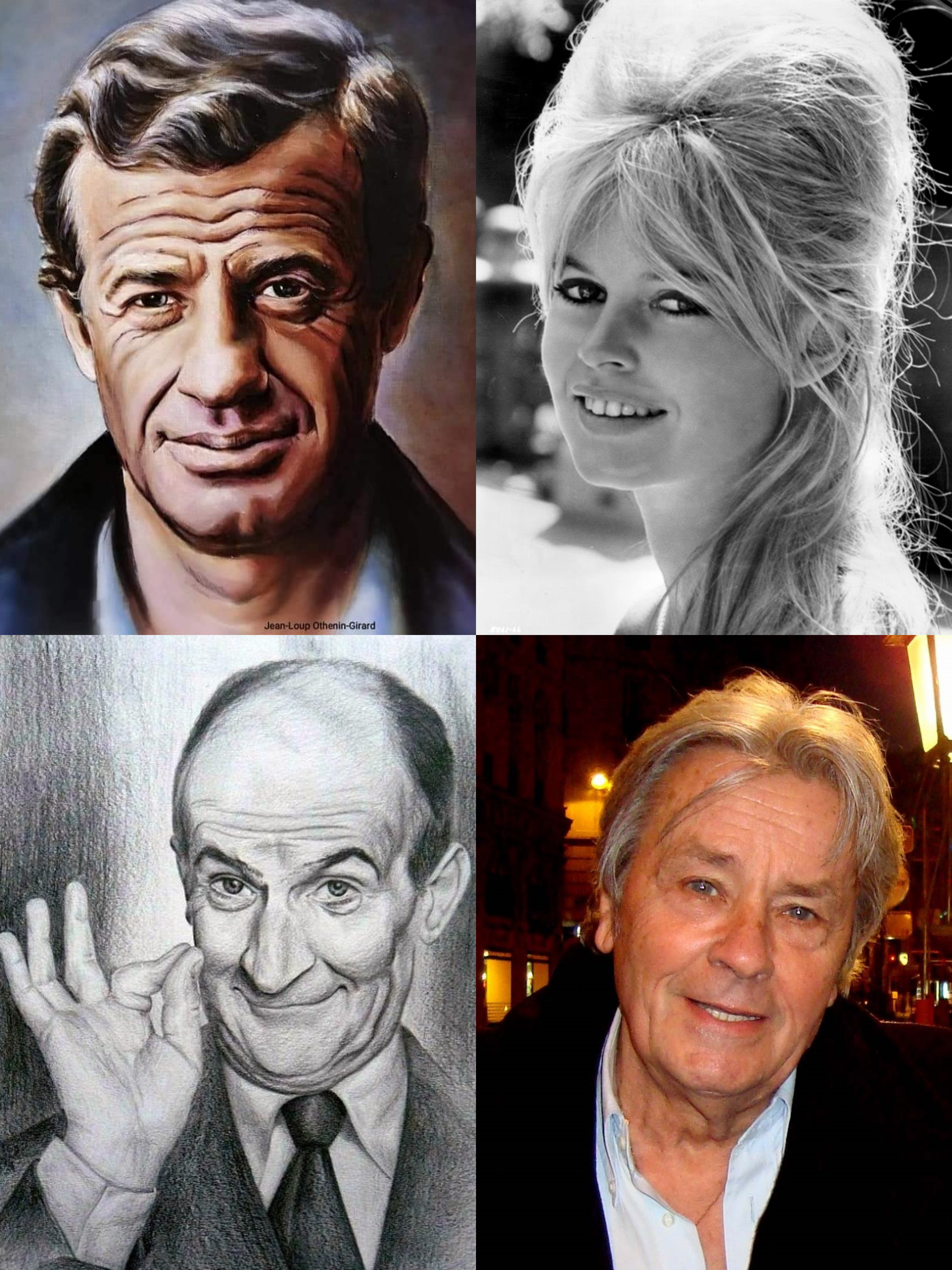
Francuscy aktorzy: Jean-Paul Belmondo, Brigitte Bardot, Louis de Funès i Alain Delon

W roku 1968, w wyniku masowych protestów majowych, osłabła polityczna pozycja Charles’a de Gaulle’a, a część reżyserów przeszła na stronę skrajnej lewicy. Zwłaszcza Godard w obrębie formacji Groupe Dziga Vertov próbował wynaleźć nową koncepcję kina zaangażowanego, gloryfikującego zbrodnicze systemy stalinowskie i maoistowskie. Jak pisał Jerzy Płażewski, Godard ze względu na coraz bardziej fanatyczny charakter jego filmów tracił stopniowo kontakt z widownią. Podobne do Groupe Dziga Vertov kolektywy twórcze nie zdobyły jednak popularności porównywalnej z głośnym alegorycznym dziełem politycznego imigranta Constantina Costy-Gavrasa, Z (1968) o mechanizmach prowadzących do dyktatury czarnych pułkowników w Grecji. Po ustąpieniu de Gaulle’a z funkcji prezydenta w 1970 możliwe stało się również obalenie tabu kolaboracji państwa Vichy z Niemcami. Film dokumentalny Smutek i litość (1971) Marcela Ophülsa, analizujący zachowanie Francuzów pod okupacją, dowodził milczącego poparcia większości mieszkańców Francji dla marionetkowej dyktatury Pétaina. Bujny rozwój przeżywał nurt filmów zaangażowanych, a jednocześnie szeroko dyskutowanych: Zaginionego (1982) Costy-Gavrasa o milczeniu Amerykanów w obliczu terroru Augusta Pinocheta w Chile, Czystki (1981) Bertranda Taverniera o kolonializmie we Francuskiej Afryce Zachodniej, Pana Kleina (1976) amerykańskiego imigranta Josepha Loseya o aryjskim finansiście oskarżonym w trakcie II wojny światowej o bycie Żydem. Największy skandal wywołał jednak Malle dziełem Lacombe Lucien (1974), w którym podkreślał zwyczajność postaw kolaboranckich na przykładzie młodzieńca ze wsi, który podejmuje współpracę z Gestapo. W większym stopniu Malle zobiektywizował swe rozważania o banalności zła w filmie Do zobaczenia, chłopcy (1987), gdzie zawarł swe autobiograficzne wspomnienia z okupacji.
W obliczu wzrostu postaw liberalnych wyłoniła się także kolejna formacja protestu, którą Płażewski nazywał turpizmem. Ostentacyjną walkę z cenzurą obyczajową i kult szpetoty promowały takie filmy, jak Mama i dziwka (1973) Jeana Eustache’a, Wielkie żarcie (1973) Marca Ferreriego, Ostatnie tango w Paryżu (1972) Bernarda Bertolucciego i Opętanie (1981) Andrzeja Żuławskiego, które jednak pomimo sukcesu wśród libertariańskich krytyków wielokrotnie rozmijały się ze swym ideologicznym przesłaniem. Mimo to presja na wyzwolenie obyczajowe spowodowała, że nowy prezydent Valéry Giscard d’Estaing zniósł cenzurę filmów, co poskutkowało zalaniem kin filmami pornograficznymi. Szczególnym powodzeniem cieszyła się Emmanuelle (1974) Justa Jaeckina według powieści Emmanuelle Arsan. W 1975 roku, pomne konsekwencji upowszechnienia pornografii, państwo francuskie wprowadziło kategorię filmów przeznaczonych do wyświetlania wyłącznie w wyznaczonych kinach pornograficznych (kategoria „X”). Jednym z nielicznych reżyserów pornograficznych, którzy dbali o styl wysmakowany estetycznie, był Walerian Borowczyk (Opowieści niemoralne, 1974).
Lata 70. i 80. upowszechniły także zjawisko „filmów kobiecych”, którego czołowymi przedstawicielkami były Marguerite Duras (India Song, 1975), Belgijka Chantal Akerman (Rendez-vous Anny, 1978) oraz Martynikanka Euzhan Palcy (Ulica murzyńskich chat, 1983). Zwiększyła się również wrażliwość męskich reżyserów na portretowanie kobiet, w czym wyspecjalizował się Rohmer (Zielony promień, 1986), ale też Jacques Rivette (Celine i Julie odpływają, 1974), Maurice Pialat (Nie zestarzejemy się razem, 1972). Powstawały też we Francji czarne komedie ukazujące w krzywym zwierciadle burżuazyjną obyczajowość, na przykład Dyskretny urok burżuazji (1972), Widmo wolności (1974) i Mroczny przedmiot pożądania (1977) Hiszpana Luisa Buñuela, liczne dzieła Claude’a Sauteta, Bertranda Bliera i Jacques’a Doillona. Widzowie masowi oglądali przede wszystkim coraz bardziej wyrafinowane artystycznie dreszczowce Chabrola (Rzeźnik, 1970), komedie Gérarda Oury’ego i Claude’a Zidi oraz brawurowe eksperymenty Jean-Jacques’a Annauda (Czarne i białe w kolorze, 1978; Walka o ogień, 1984).

### Francuski neobarok, francuski ekstremizm i inne tendencje współczesne (od schyłku lat 80.)

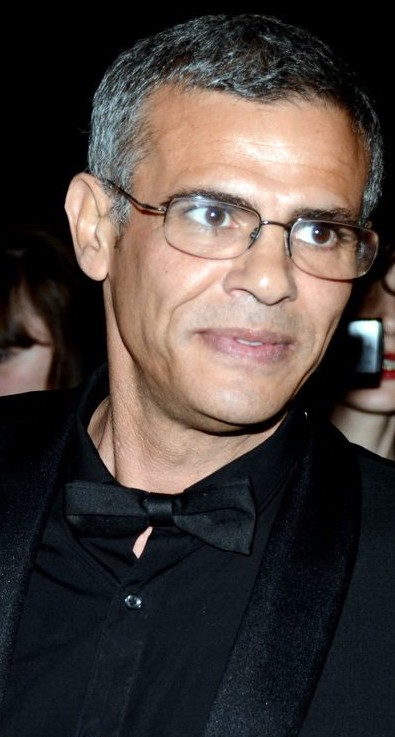
Reżyser Abdellatif Kechiche na 66. MFF w Cannes (2013)

Przełom lat 80. i 90. zdominowało postmodernistyczne zjawisko francuskiego neobaroku, które wyznaczyła twórczość trzech reżyserów: Luca Bessona, Jean-Jacques’a Beineix oraz Léosa Caraxa. Twórcy ci, stosując estetykę wideoklipu oraz zadowalając się estetyzującymi ujęciami, byli oskarżani o pustotę treści. Największą karierę spośród przedstawicieli neobaroku zrobił Besson. Po fantastycznonaukowej, zrealizowanej bez dialogów Ostatniej walce (1983), Metrze (1985) oraz Wielkim błękicie (1987) zwrócił się ku kinu gatunkowemu, tworząc drastyczny kryminał Nikita (1991). Beineix zdobył sławę przede wszystkim ironicznymi filmami Diva (1981) oraz Betty Blue (1986), natomiast Carax zasłynął snującym aluzję do epidemii AIDS filmem Zła krew (1986) oraz improwizowanymi Kochankami z Pont Neuf (1991).
Ponette (1996) Jacques’a Doillona była nad wyraz dojrzałą opowieścią o dziecku mierzącym się ze śmiercią matki. Temat dojrzewania podejmował także André Téchiné w Dzikich trzcinach (1994) o młodzieńcu odkrywającym swoją homoseksualność w latach 60., a Alain Corneau we Wszystkich porankach świata (1991) wyrafinowanie opowiedział o istocie muzyki, podczas gdy Jean-Paul Rappeneau zasłynął dojrzałą adaptacją sztuki teatralnej Cyrano de Bergerac (1990). Ceniony był też reporterski w stylu debiut Ericka Zonki Wyśnione życie aniołów (1998). Wkład we francuską kinematografię wnieśli także obcokrajowcy: Raoul Ruiz (Czas odnaleziony, 1999), Agnieszka Holland (Europa, Europa, 1990; Olivier, Olivier, 1991), Krzysztof Kieślowski (Podwójne życie Weroniki, 1991; Trzy kolory, 1992–1994). Do szczególnych eksperymentów należała twórczość Austriaka Michaela Hanekego, który we Francji nakręcił Kod nieznany (2000), Pianistkę (2001), Ukryte (2005) oraz najbardziej nagradzaną Miłość (2012) o starczym procesie umierania.
Defragmentację wielokulturowego społeczeństwa francuskiego wskutek fali imigracji ukazywali Mathieu Kassovitz (Nienawiść, 1995), Bruno Dumont (Dzieciństwo Jezusa, 1997) oraz przedstawiciel mniejszości maghrebskiej Abdellatif Kechiche (Unik, 2007; Życie Adeli, 2013). Do skrajności posunął się argentyński reżyser Gaspar Noé w Nieodwracalnym (2002), opowiadając historię okrutnej zemsty od końca, a zarazem w prowokacyjnym stylu inscenizując piętnastominutową scenę gwałtu. Nieodwracalne sprowokowało krytyków do stwierdzenia, iż wyłoniło się zjawisko francuskiego ekstremizmu, epatującego przemocą i agresją. Oprócz Noégo i Dumonta do przedstawicieli nurtu zaliczani byli między innymi Olivier Assayas (Demonlover, 2002), François Ozon (Basen, 2003) oraz Bertrand Bonello (Pornograf, 2001).
Kino kobiece, poza weteranką nowej fali Agnès Vardą (Plaże Agnes, 2008), reprezentują m.in. Nicole Garcia (Plac Vendôme, 1998), Claire Denis (Piękna praca, 1999), Tonie Marshall (Salon piękności Venus, 1999), Agnès Jaoui (Gusta i guściki, 2000), Catherine Breillat (Moja siostra, 2001), Pascale Ferran (Kochanek lady Chatterley, 2006), Maïwenn (Moja miłość, 2015). Popularnością cieszyły się też ekscentryczne komedie takie jak Delicatessen (1990) i Amelia (2001) Jean-Pierre’a Jeuneta oraz Mąż fryzjerki (1990) Patrice’a Leconte’a. W kinie dokumentalnym prym wiodą mistrz filmowego eseju socjologicznego Raymond Depardon (Na gorącym uczynku, 1994) oraz zajmujący się tematyką przyrodniczą Jacques Perrin (Makrokosmos – Podniebny taniec, 2001). W animacji dominuje talent Michela Ocelota (Kirikou i czarownice, 1998), Sylvaina Chometa (Trio z Belleville, 2003) oraz imigrantki z Iranu Marjane Satrapi (autobiograficzne Persepolis, 2008).

## Aktorzy francuscy

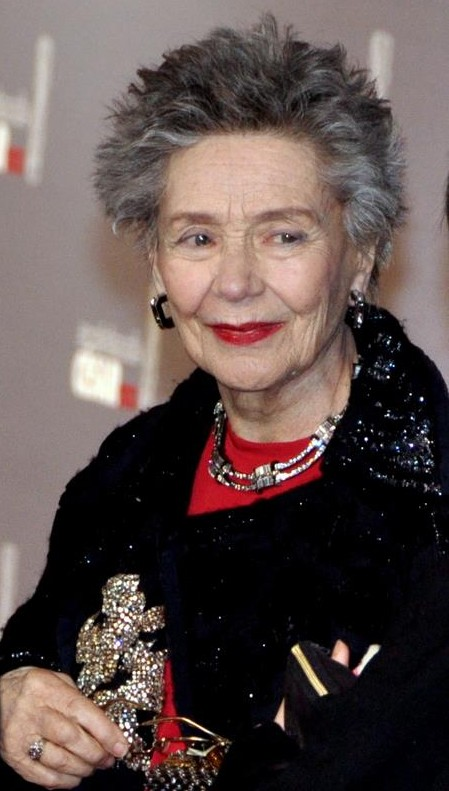
Emmanuelle Riva z Cezarem za rolę w Miłości (2012) Michaela Hanekego

Kino francuskie dało światu pokaźną liczbę utalentowanych aktorów i wielkich kinowych gwiazd. Za jedną z największych kreacji w historii kina uznaje się rolę Renée Falconetti w Męczeństwie Joanny d’Arc (1928) Carla Theodora Dreyera.
W okresie przedwojennym do największych gwiazd francuskiego kina należeli: Jean Gabin, Michèle Morgan, Charles Boyer, Maurice Chevalier, Annabella czy Arletty. Po wojnie sławę zdobyli Gérard Philipe, Yves Montand, Simone Signoret, Danielle Darrieux, Jean Marais, Leslie Caron, Bourvil i Fernandel. W latach 50. ogólnoświatową sławę zyskała Brigitte Bardot, stając się ikoną stylu i symbolem seksu.
Gwiazdami kina nowej fali byli Jean-Paul Belmondo, Jeanne Moreau, Catherine Deneuve i jej siostra Françoise Dorléac, Jean-Pierre Léaud, Anna Karina, Claude Jade, Emmanuelle Riva, Delphine Seyrig, Philippe Noiret, Alain Delon, Michel Piccoli, Annie Girardot. Słynną parę w filmie Kobieta i mężczyzna (1966) Claude’a Leloucha zagrali Anouk Aimée i Jean-Louis Trintignant. W komedii prym wiódł Louis de Funès.
W latach 70. i 80. do grona tego dołączyli Isabelle Huppert, Gérard Depardieu, Fanny Ardant, Daniel Auteuil, Isabelle Adjani, Pierre Richard, Sandrine Bonnaire, Jean Rochefort i Sophie Marceau.
W latach 90. i na początku XXI w. do najbardziej znanych aktorów francuskich należeli: Juliette Binoche, Jean Reno, Emmanuelle Béart, Irène Jacob, Fabrice Luchini, Audrey Tautou, Mathieu Kassovitz, Romain Duris, Élodie Bouchez, Marion Cotillard, Tahar Rahim, Jean Dujardin, Charlotte Gainsbourg i Léa Seydoux.

## Kultura filmowa
Krytykę filmową reprezentują różnorodne czasopisma branżowe, takie jak prawicowy „Cahiers du cinéma” oraz lewicowy „Positif”, a także periodyki filmowe pokroju „Première” i „Téléramy”. Największą rangę wśród festiwali filmowych ma Międzynarodowy Festiwal Filmowy w Cannes, odbywający się w maju na Lazurowym Wybrzeżu od 1946. Głównym festiwalowym laurem jest Złota Palma, przyznawana najlepszemu filmowi konkursowemu przez międzynarodowe jury. W kategorii filmów animowanych analogiczną sławą cieszy się Festiwal Filmowy w Annecy. Dużym uznaniem cieszy się francuska nagroda filmowa Cezar, przyznawana nieprzerwanie od 1976. Do innych prestiżowych wyróżnień należy Prix Louis-Delluc oraz nagroda im. Jeana Vigo dla najlepszego francuskiego debiutanta.